# Ceratostigma willmottianum
Ceratostigma willmottianum Stapf – gatunek roślin z rodziny ołownicowatych (Plumbaginaceae). Występuje naturalnie w Chinach. Bywa także uprawiany w kolekcjach, między innymi w RHS Garden Hyde Hall.

## Etymologia
Nazwa gatunku pochodzi od nazwiska Ellen Ann Willmott (1860–1934), brytyjskiej ogrodniczki.

## Rozmieszczenie geograficzne
Rośnie naturalnie w Chinach, w prowincjach Gansu, zachodniej części Kuejczou, południowym i zachodnim Syczuanie, północnej i wschodniej części Junnanu oraz południowo-wschodnim Tybetańskim Regionie Autonomicznym.

## Morfologia
PokrójNiski krzew liściasty o wysokości 50–100 cm i szerokości 100–150 cm. Optymalną wysokość osiąga w 8-10 roku życia.
LiścieKształtu lancetowatego i długości do 5 cm. Zielone, często z fioletowym odcieniem. Jesienią przebarwiają się na czerwono.
KwiatyPojawiają się od sierpnia do października. Mają bladoniebieską barwę i 2,5 cm szerokości.

## Biologia i ekologia
Roślina wieloletnia. Naturalnym siedliskiem są doliny, skraje lasów oraz zarośla na wysokości 700–3500 m n.p.m. Najlepiej rośnie na lekkiej i dobrze przepuszczalnej glebie. Może rosnąć na glebie ubogiej w składniki odżywcze. Rośnie na glebach od kwaśnych do bardzo alkalicznych. Lubi stanowiska w pełnym nasłonecznieniu, lecz toleruje także półcień. Natomiast źle znosi stanowiska w pełnym cieniu. Mimo że pędy ulegają zdrewnieniu, mogą one obumrzeć podczas mroźnych zim. Wówczas nowe pędy wypuszcza na wiosnę z pnia na poziomie gruntu. Jest gatunkiem mrozoodpornym do 5 strefy mrozoodporności.

## Uprawa
RozmnażanieRoślina może być rozmnażana wegetatywnie z półzdrewniałych sadzonek.
PielęgnacjaDobrze znosi przycinanie na wiosnę.
Choroby i szkodnikiBrak istotnych patogenów owadzich lub problemów chorobowych. Może jednak cierpieć z powodu mączniaka.

## Zmienność
Wyodrębniono kultywar tego gatunku, nazwany 'Forest Blue'.

## Zastosowanie
Gatunek jest uprawiany jako roślina ozdobna. Kwiaty tego gatunku mają zastosowanie w medycynie niekonwencjonalnej, w terapii zwanej terapią kwiatową Bacha. W metodzie tej stosuje się esencje (ekstrakty) kwiatowe do leczenia problemów psychologicznych i stresu.